# Good Luck, Babe!
A Good Luck, Babe! Chappell Roan amerikai énekesnő-dalszerző kislemeze, ami 2024. április 5-én jelent meg az Amusement Records és az Island Records gondozásában. A dalt Roan Justin Tranterrel és Dan Nigróval együtt írta, utóbbi a szám producere is. A dal a kötelező heteroszexualitásról szól, egy nőt ír le, aki megpróbálja megtagadni romantikus érzelmeit Roan, és általában a nők iránt.
A Billboard „jól megérdemelt áttörésként” dicséri a Good Luck, Babe!-et. Roan számára az első sikert hozta és „alvó sláger” lett, folyamatosan emelkedve a slágerlistákon különböző élő fellépéseket követően, beleértve a Coachellát és a Tonight Show Starring Jimmy Fallont, 2024 júniusában. Ez volt az első dala, amely 100 millió streamet ért el a Spotifyon. A Good Luck, Babe! Írországban az első helyet érte el, Ausztráliában és az Egyesült Királyságban az első öt között lett, Kanadában, Új-Zélandon és az Egyesült Államok Billboard Hot 100-án pedig az első tízben. A dal kritikai elismerést kapott a zenekritikusoktól, és több évközi rangsorban is felkerült a legjobb popdal kategóriában.

## Felhasználása
- A 2024-es Demokrata Nemzeti Gyűlésen Missouri delegáltjai a dallal a háttérben adták le szavazataikat Kamala Harrisre.[2]

## Slágerlisták
| Slágerlista (2024)                       | Legmagasabb pozíció |
| ---------------------------------------- | ------------------- |
| Ausztrália (ARIA)                        | 4                   |
| Ausztria (Ö3 Austria Top 40)             | 40                  |
| Belgium (Ultratop 50 Flanders)           | 19                  |
| Csehország (Singles Digitál Top 100)     | 74                  |
| Egyesült Arab Emírségek (IFPI)           | 18                  |
| Egyesült Királyság (UK Singles Chart)    | 2                   |
| Észtország (TopHit)                      | 173                 |
| FÁK (TopHit)                             | 53                  |
| Finnország (Singlet Top 20)              | 40                  |
| Franciaország (SNEP)                     | 69                  |
| Fülöp-szigetek (Philippines Hot 100)     | 11                  |
| Global 200 (Billboard)                   | 7                   |
| Görögország (IFPI)                       | 22                  |
| Hollandia (Top 40)                       | 33                  |
| Hollandia (Single Top 100)               | 38                  |
| Horvátország (HRT)                       | 38                  |
| Izland (Plötutíðindi)                    | 10                  |
| Írország (IRMA)                          | 1                   |
| Japán (Billboard Japan)                  | 15                  |
| Kanada (Canadian Hot 100)                | 8                   |
| Lengyelország (Polish Airplay Top 100)   | 69                  |
| Lengyelország (Polish Streaming Top 100) | 82                  |
| Lettország (LAIPA)                       | 14                  |
| Lettország (LAIPA)                       | 7                   |
| Libanon (Lebanese Top 20)                | 17                  |
| Litvánia (AGATA)                         | 14                  |
| Litvánia (TopHit Airplay)                | 40                  |
| Malajzia (Billboard Malaysia)            | 21                  |
| Malajzia (RIM International)             | 20                  |
| Németország (Media Control Charts)       | 52                  |
| Norvégia (VG-lista)                      | 20                  |
| Oroszroszág (TopHit)                     | 137                 |
| Portugália (AFP Top 100 Singles)         | 32                  |
| Svájc (Schweizer Hitparade)              | 29                  |
| Svédország (Sverigetopplistan)           | 35                  |
| Szingapúr (RIAS)                         | 4                   |
| Szlovákia (Singles Digitál Top 100)      | 70                  |
| US Billboard Hot 100                     | 6                   |
| US Adult Pop Airplay (Billboard)         | 12                  |
| US Pop Airplay (Billboard)               | 7                   |
| Új-Zéland (Recorded Music NZ)            | 7                   |

| Slágerlista (2024) | Pozíció |
| ------------------ | ------- |
| Litvánia (TopHit)  | 47      |
| Paraguay (SGP)     | 47      |

## Kiadások
| Régió       | Dátum            | Formátum(ok)                 | Kiadó            | For.   |
| ----------- | ---------------- | ---------------------------- | ---------------- | ------ |
| Világszerte | 2024. április 5. | digitális letöltés streaming | Amusement Island | [ 43 ] |
| Világszerte | 2024. június 28. | 7 hüvelykes kislemez         | Amusement Island | [ 44 ] |

## Fordítás
Ez a szócikk részben vagy egészben  a   Good Luck, Babe! című angol Wikipédia-szócikk ezen változatának fordításán alapul.  Az eredeti cikk szerkesztőit annak laptörténete sorolja fel. Ez a jelzés csupán a megfogalmazás eredetét és a szerzői jogokat jelzi, nem szolgál a cikkben szereplő információk forrásmegjelöléseként.